# Baljinder Singh
Pour les articles homonymes, voir Singh.
Baljinder Singh (né le 18 septembre 1986 à Dera Bassi) est un athlète indien, spécialiste de la marche.
Son meilleur temps sur 20 km est de 1 h 22 min 12 s en 2012 à Nomi. Le 15 mars 2015, toujours à Nomi, il remporte la médaille de bronze des Championnats d'Asie de la spécialité, derrière Yūsuke Suzuki et Kim Hyun-sub. Il a participé aux Jeux olympiques de Londres en terminant 43e.